# Cédric Rosalen
Cédric Rosalen   (Narbona, 10 d'abril de 1980 - Besiers, 9 de gener de 2024) va ser un jugador de rugbi a 15, que jugava a la posició de mig d'obertura a l'USAP de Perpinyà.